# Lac Kipawa
Pour les articles homonymes, voir Kipawa.
Le lac Kipawa est un plan d'eau douce de la ville de Témiscaming, dans la municipalité régionale de comté (MRC) de Témiscamingue, dans la région administrative de l'Abitibi-Témiscamingue, au Québec, au Canada.

## Géographie
Le lac Kipawa est situé à une dizaine de kilomètres au sud-est du lac Témiscamingue, au nord-est de la ville de Témiscaming
Les principaux bassins versants du réservoir Kipawa sont :
- côté nord : ruisseau l'Africain, rivière Lavallée ;
- côté est : lac Bois Franc qui se déverse dans la rivière Kipawa ;
- côté sud-ouest : rivière Beauchêne qui draine le lac Beauchêne, le Petit lac Beauchêne, Windy, du Diable, du Pin Blanc, Grand lac George et Petit lac Georges ;
- côté ouest : la rivière des Outaouais.

D'une superficie de 300 km², ce plan d'eau s'étend sur cinq cantons. Le lac forme s'avère complexe, étant connecté avec plusieurs autres plans d'eau : lacs Green, Grindstone, Bedout, McLachlin, Sheffield, Audoin, Sheffield, Trout, Hunter, Sunnyside et Moran.
Le réservoir s'avère un véritable labyrinthe constitué de :
- baies : Chemagan, des Plongeurs, Profonde, du Huard, Dorval, Pratt, des Anglais, Campbell, McLaren, Dubreuil, Coalpit Bay, Trout et Pratt ;
- îles : McKenzie, Fox, aux Ours, Grosse île du Moose, Garrot, aux Fraises, La Tortue, Bronson et Latour.
- de presqu'îles.

Le réservoir Kipawa est alimenté par :
- côté nord : décharge du lac Carr ; lac Moran, rivière des Lacs, lac du Grand Couteau et lac Guay ; décharge du lac en Cœur ; décharge du lac du Caribou ; décharge du lac Aubry ; décharge du lac Bat ; décharge du lac Clément, Jack-White et McKeown ; décharge du lac Raisenne ; lac Audoin ; lac Hunter Point ; lac Petit lac Grindstone ; décharge du lac McCullough ; décharge du lac McKillop ;
- côté est : lac McLachlin ; décharge du lac McKillop ; rivière Kipawa ;
- côté sud : décharge du lac Trout (qui se déverse dans la baie Pratt).

Dès le milieu du XIXe siècle, plusieurs compagnies forestières entreprennent l'exploitation des forêts de pins blancs et rouges du Kipawa. À la fin du XIXe siècle, la compagnie forestière J. R. Both Lumber y est bien implantée.
Rivière Kipawa
La rivière Kipawa tire sa source dans la baie de Kipawa du lac Dumoine. Elle coule ensuite vers l'ouest en traversant les lacs McLachlin, Grindstone, Hunter et Kipawa, puis elle poursuit sa course pour aller se jeter dans le lac Témiscamingue.
Construit au début du XXe siècle, le barrage de Kipawa fournit de l'électricité à l'usine et à la ville de Témiscaming. Ce barrage se trouve à l'embouchure du ruisseau Gordon, à proximité de la municipalité de Kipawa (Québec). Le toponyme désigne aussi la zec qui entoure le lac Kipawa, devenu un réservoir à la suite de la construction des barrages. Le territoire de la zec fut d'abord créé en 1950 sous forme de réserve de chasse et de pêche, avec un territoire de 4 636 km². Les visiteurs y accèdent par le hameau de Laniel (Québec), au nord, ou par la municipalité de Kipawa (Québec), au sud.

## Toponymie
La graphie du terme "Kipawa" a connu plusieurs formes avant son officialisation : Kippawa, Kippewa, Kepawa, Keepawe (1884), Kipawe, Kipakowe, Kipahowe. D'origine algonquine, ce toponyme a pour sens "c'est fermé" ou "c'est bouché". 
Le toponyme fait référence à plusieurs tonymes : un lac, une rivière, une municipalité, une baie, un barrage, une zone d'exploitation contrôlée (zec) et un chenal.
Le toponyme "Réservoir Kipawa" a été officialisé le 5 décembre 1968 à la "Banque des noms de lieux" de la Commission de toponymie du Québec.